# Begues (Hiszpania)
Begues – gmina w Hiszpanii, w prowincji Barcelona, w Katalonii, o powierzchni 50,39 km². W 2011 roku gmina liczyła 6520 mieszkańców.